# کیتی کینی
کیتی کینی (انگلیسی: Kathy Kinney؛ زادهٔ ۳ نوامبر ۱۹۵۴) یک هنرپیشه اهل ایالات متحده آمریکا است. وی از سال ۱۹۸۶ میلادی تاکنون مشغول فعالیت بوده‌است.

## گزیده فیلمشناسی
از فیلم‌ها یا برنامه‌های تلویزیونی که وی در آن نقش داشته‌است می‌توان به آثار زیر اشاره کرد.
- هراس از عنکبوت (فیلم) (۱۹۹۰)
- زندگی این پسر (۱۹۹۳)
- آقای جونز (فیلم ۱۹۹۳) (۱۹۹۳)
- خیال باطل (۱۹۹۱)
- گام به گام (مجموعه تلویزیونی) (۱۹۹۲)
- ساینفلد (۱۹۹۳)
- نمایش درو کری (۱۹۹۵–۲۰۰۴)
- بیمارستان عمومی (۱۹۹۸)
- برداشتن قطعات (۲۰۰۰)
- گربه‌سگ (۲۰۰۳)
- نام من ارل است (۲۰۰۷)
- زندگی مخفی نوجوان آمریکایی (۲۰۰۹–۲۰۱۳)
- پنگوئن‌های ماداگاسکار (۲۰۰۹–۲۰۱۱)
- بابای بچه (۲۰۱۶)